# Phaenolobus fraudator
Phaenolobus fraudator är en stekelart som beskrevs av Bauer 1961. Phaenolobus fraudator ingår i släktet Phaenolobus och familjen brokparasitsteklar. Inga underarter finns listade i Catalogue of Life.